# Wołówka
Wołówka – nieistniejące obecnie targowisko, które do 1944 znajdowało się w rejonie ulic Pokornej i Stawek w Warszawie.
Było jednym z najbardziej znanych targowisk żydowskich w stolicy. Jego nazwa pochodzi od pierwszej lokalizacji przy ul. Wałowej. W gwarze warszawskiej nazwa tej ulicy była często przeinaczana na „Wołową”.

## Opis
Targowisko zostało założone w XVIII wieku w rejonie ulic Wałowej i Franciszkańskiej. W pierwszej połowie XIX wieku rozwinął się tam handel tanią odzieżą, chętnie kupowaną przez biedotę. Później stało się znane z handlu odzieżą używaną (starzyzną).
W 1891 handel starzyzną przeniesiono na teren dawnego placu Broni, w rejon ul. Pokornej i Stawek. W 1900 wzniesiono tam długi drewniany budynek, w którym mieściło się 46 sklepów. Obok straganów na targowisku działały również niewielkie warsztaty rzemieślnicze. Dostawcami surowca byli domokrążni żydowscy handlarze starzyzną, tzw. handełesi. Z powodu oferowania towarów najgorszego gatunku, w okresie międzywojennym nazwa targowiska stała się synonimem skrajnej nędzy.
W 1940 Wołówka znalazła się poza gettem. Handlowano tam głównie szmuglowaną do miasta żywnością oraz używaną odzieżą. Targowisko było miejscem obław przeprowadzanych przez niemiecką policję.
Targowisko działało do powstania warszawskiego w 1944. Nie zostało reaktywowane po zakończeniu wojny.